# Адамс, Джон Клейтон

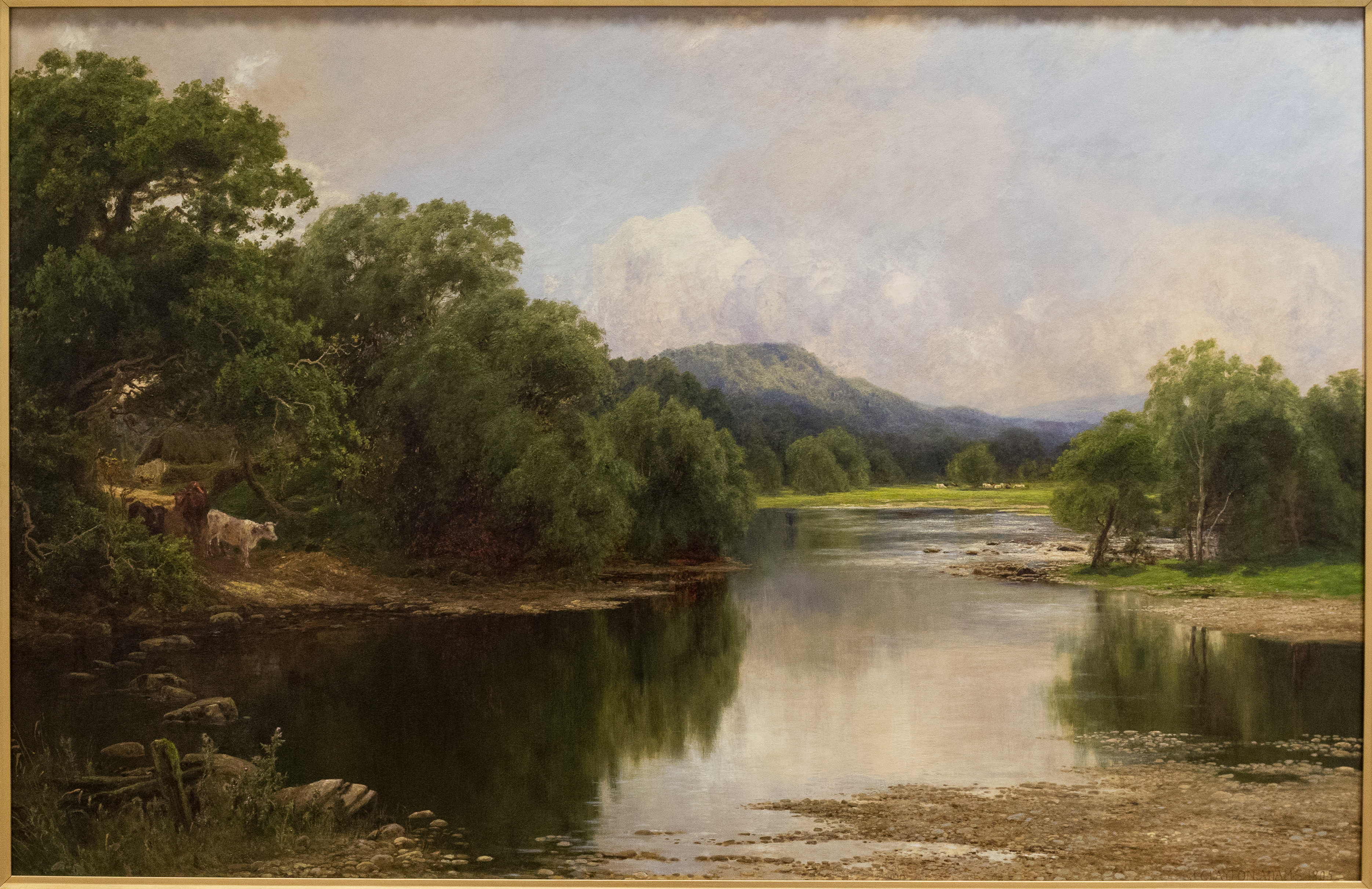
«Золотая юдоль»

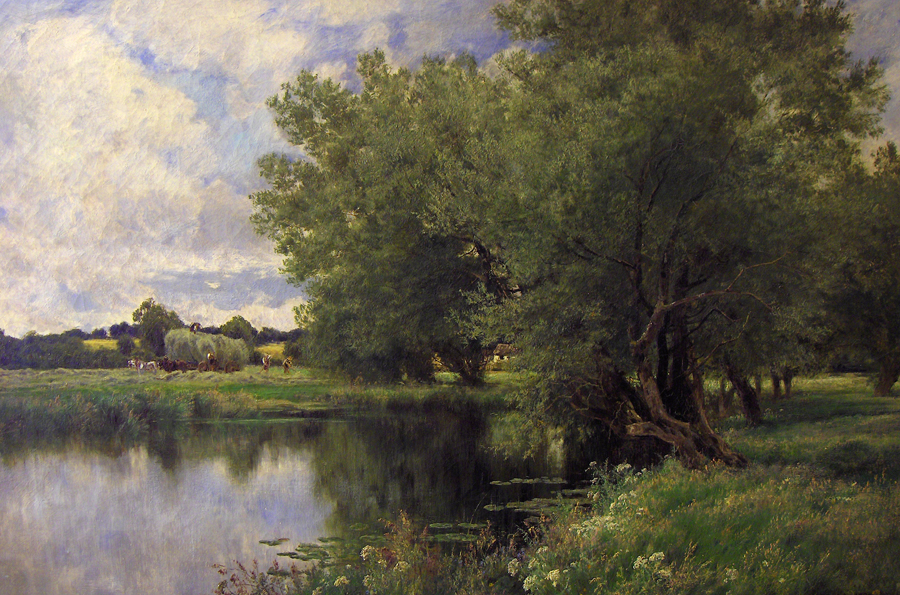
«Сенокос на Темзе»

Джон Клейтон Адамс (1840, Эдмонт (ныне Большой Лондон) — 20 июня 1906) — английский художник-пейзажист.

## Биография
Джон Клейтон Адамс родился в 1840 году. Был вторым сыном в семье. Искусству живописи учился в художественной школе Блумсберри при Университетском колледже Лондона. Также обучался у Уильяма Вильтьё Фенна. В девятнадцатилетнем возрасте впервые выставил свои работы в Королевской академии художеств в Лондоне.
С 1863 по 1893 год им было выставлено там 75 картин, ещё 25 холстов — в Королевском обществе британских художников (Royal Society of British Artists).
В большинстве своих работ художник изображает сценки из южных округов Англии. Любимым циклом в картинах у Д. Адамса был сбор урожая.
Пейзажи художника отличались высокой техникой, использованием богатой палитры цвета и чувствительной обработкой света. Большинство его картин подписано «Дж. Клэйтон Адамс».
Художник умер в Лондоне в 1906 году. 
Ныне картины Джона Клейтона Адамса находятся во многих картинных галереях Великобритании.